# سباق إلى جبل ساحرة
سباق إلى جبل ساحرة (بالإنجليزية: Race to Witch Mountain)‏ هو فيلم مغامرة تم إنتاجه في الولايات المتحدة وصدر في سنة 2009.

## بطولة
- دوين جونسون
- آناصوفيا روب
- كارلا جوجينو
- الكسندر لودفيج
- توم إيفرت سكوت

## الميزانية والإيرادات
بلغت تكلفة إنتاج الفيلم حوالي 50 مليون دولار بينما حقق أرباحا تقدر بـ 145,960,882 دولار.

## وصلات خارجية
- سباق إلى جبل ساحرة على موقع IMDb (الإنجليزية)
- سباق إلى جبل ساحرة على موقع ميتاكريتيك (الإنجليزية)
- سباق إلى جبل ساحرة على موقع روتن توميتوز (الإنجليزية)
- سباق إلى جبل ساحرة على موقع نتفليكس (الإنجليزية)
- سباق إلى جبل ساحرة على موقع ألو سيني (الفرنسية)
- سباق إلى جبل ساحرة على موقع Turner Classic Movies (الإنجليزية)
- سباق إلى جبل ساحرة على موقع أول موفي (الإنجليزية)
- سباق إلى جبل ساحرة على موقع بوكس أوفيس موجو (الإنجليزية)
- سباق إلى جبل ساحرة على موقع فيلمافينيتي (الإسبانية)
- سباق إلى جبل ساحرة على موقع قاعدة بيانات الأفلام السويدية (السويدية)